# نادي المجمع الإسلامي
نادي المجمع الإسلامي الفلسطيني لكرة القدم هو نادي كرة قدم فلسطيني يلعب في دوري قطاع غزة الدرجة الأولى بعد أن صعد من الموسم السابق.

## الإنجازات
| دوري قطاع غزة الدرجة الثانية | السنوات              |
| ---------------------------- | -------------------- |
| 2                            | 2016–2017 ،2019–2020 |

### المؤشر اللوني
|  | الرقم القياسي |

## روابط خارجية
- صفحة النادي على موقع فيسبوك